# Nazionale maschile di hockey su ghiaccio del Lussemburgo
La nazionale di hockey su ghiaccio maschile del Lussemburgo (Lëtzebuergesch Äishockeynationalequipe) è controllata dalla Federazione di hockey su ghiaccio del Lussemburgo, la federazione lussemburghese di hockey su ghiaccio, ed è la selezione che rappresenta il Lussemburgo nelle competizioni internazionali di questo sport.